# نادي كواترو
نادي كواترو نادي كرة قدم إماراتي من أندية الهواة يلعب في دوري الدرجة الأولى الإماراتي ويقع في إمارة عجمان، وفاز نادي كواترو باللقب دوري الدرجة الثانية بالنسخة الأولى من الدوري بموسم 2019-20, وتاهل إلى دوري الدرجة الأولى .
لعب معهم في أول موسم في دوري الدرجة الثانية الإماراتي اللاعب محمد سالم العنزي بعد اعتزاله بـ10 سنوات.